# 陰茎包皮
陰茎包皮（いんけいほうひ、英: Foreskin, 羅: Praeputium）とは一般的に、陰茎が勃起していない状態の際に亀頭を覆い尿道を保護する、伸縮性の二重になった皮膚および粘膜である。陽の皮、陽皮とも呼ばれる。陰茎包皮と相同である、女性における陰核包皮も含めた幅広い用語として包皮とも呼ばれる。

## 概要
陰茎包皮の外側は陰茎の皮膚の延長であるが、内側は口や瞼の内部のような粘膜となっている。陰茎包皮は、通常思春期までには瞼のように亀頭と分かれて自由に動くことが出来るようになる。平滑筋の組織は亀頭近くに陰茎包皮を保持するが、非常に高い伸縮性を持つ。陰茎包皮は陰茎小帯によって亀頭と接続しており、それは陰茎包皮が亀頭上で反転するのを補助する役割がある。
マイスナー小体と呼ばれる一種の神経終末の存在が報告されている。その報告によれば、神経終末の密度は陰茎包皮の滑らかな部分よりも、陰茎包皮先端の畝状の粘膜部分であるリジットバンドにおいて高い。その密度は年齢に影響され、思春期を過ぎると減少していく。マイスナー小体は全ての人に見られるわけではない。バートらによると、マイスナー小体は「指の先端、前腕の前面、足の裏、唇、陰茎包皮、手と足の背面」を含むいくつかの異なる場所で観察された。彼らは、陰茎包皮はマイスナー指数（密度）が最も低いということを発見し、さらに、陰茎包皮上のマイスナー小体は物理的に小さいと報告した。また、形に個人差があることも記録した。彼らは、これらの特徴は「体の中でも比較的敏感さの低い領域」で見られると結論付けた。1950年代後半、ウィンケルマンは、いくつかの受容体がマイスナー小体と誤認されたのではないかと提言した。
ブリティッシュコロンビア大学の医科大学院は、陰茎包皮は「知覚神経終末と性感組織が豊富に存在する内粘膜と外皮から構成されている」と記した。ソレルスらの2007年の研究によると、陰茎の5つの最も敏感な領域は陰茎包皮にあり、包茎においては亀頭がより敏感であるとされた。この研究はWaskettとモリスによって、ソレルスのデータを再解析したところ有意な差は見いだされなかったと批判された。2009年にショーバーらによって、81人の男性（うち11人は包茎）の性感に関する自己評価が報告された。性的快感をもたらす領域の評価において陰茎包皮は7位であり、亀頭や陰茎の上下部および陰茎の左右の側面よりは下位であったが、肛門や陰嚢、蟻の門渡りよりは上位であった。

## 発達
受精の8週間後に陰茎包皮は陰茎の先端で成長し始め、16週で陰茎の先端が完全に覆われる。この段階において陰茎包皮と亀頭は癒着しており、上皮（粘液層）を共有している。それは陰茎包皮と亀頭が分離するまでの間そのままである。
生まれた時点では、通常まだ陰茎包皮と亀頭は癒着したままである。幼児期から徐々に陰茎包皮と亀頭は分かれて行くが、このプロセスは思春期の後半になっても完了していないこともある。トルバルセンとマイヤーホッフは2005年に、デンマークにおける初めて陰茎包皮が剥けた平均年齢は10.4歳であると報告した。ライトは1994年に、陰茎包皮を強制的に剥くことは避けなければならず、子供自身が陰茎包皮を剥く最初の人でなければならないと主張した。強制的に陰茎包皮を剥こうとする試みは痛みを伴い、陰茎包皮を傷付けるかもしれない。
子供においては、陰茎包皮は通常亀頭を完全に覆っているが、大人では陰茎包皮によって亀頭が覆われている必要がない。Schöberlein（1966年）の調査によると、若い男性の50 %は陰茎包皮が亀頭を完全に覆っており、42 %は部分的に覆っており、そして残りの8 %において亀頭が完全に露出していた。彼は包茎手術を行った若い男性の4 %において、その手術痕が馴染んだ後陰茎包皮が自発的に収縮していたと述べた。勃起の間に陰茎包皮が剥ける程度にはかなりの変化があり、一部の大人では性行為によって陰茎包皮が剥けるまでは陰茎包皮が亀頭を覆ったままである。

## 機能
世界保健機関 (WHO) は、「陰茎包皮の役割については議論があり、陰茎を保湿する、子宮内で発達途中の陰茎を保護する、神経の受容体の存在によって性的快感を増大させるといった機能を持っている可能性もある」と提示した。

### 性的な機能
王立オーストラリア医学校は陰茎包皮が亀頭を保護し、「陰茎包皮は陰茎における主要な感覚器官の一部であり、陰茎の最も敏感な領域のいくつかを含む。しかし性的感覚における包茎手術の影響は明確でなく、大人においては術後に性的快感が増大したというものと減少したというものの両方の報告があり、幼少期に包茎手術を行う人々においても有利不利の認識はほとんどない。」と提言した。王立オランダ医師会は、多くの性科学者たちは陰茎包皮を「例えば性交時の陰茎の挿入やオナニーのような、性的な行為中の陰茎の機械的な機能に重要な役割を果たす複雑で性的な構造体」として見ていると提言した。
テイラーらは1996年に陰茎包皮の詳細について記述し、粘膜組織のリジット・バンドについて文書化した。彼らは「このリジット・バンドは滑らかな粘膜部分よりもより多くのマイスナー小体を含み、特殊な感覚粘膜の特徴を示す」と述べた。1999年、コールドとテイラーは「包皮は通常の性的機能にとって必要な性感組織で重要だ」と述べた。2002年、ボイルらは「陰茎包皮と陰茎小帯の複雑な神経分布は十分に裏付けされており、童貞男性には何千もの触感に対して敏感な受容体や高度に性感を刺激する性感神経終末があり、その神経の多くは包茎手術によって失われ、包茎手術を行った男性において性感の不可避な減少が経験される。」と述べた。アメリカ小児科学会はテイラーらの1996年の研究に対して「陰茎包皮のリジットバンドにおいて特殊な感覚細胞の集中があるかもしれないという提言」について言及した。
1998年、モーゼスとベイリーは感覚器官の証拠は「間接的」なものであると評し、「逸話的な報告を除いて男性の性的な快感の増加と関係しているということは証明されない」と述べた。2007年、WHOは性的機能が低下したという証拠はほとんどなく諸研究結果は一致していないと付け加えた。2002年、フィンクらは「多くの人たちが性的機能における陰茎包皮の効果について推測したが、現在の理解の状態は科学的な証拠よりもむしろ逸話に基いている」と報告した。2005年、マソードらは「現在、陰茎包皮の役割もしくは包茎手術が陰茎の感度と全体の性的な充足感に与える影響についての一致した見解は存在しない」と述べた。2007年、ショーンは「逸話的には陰茎包皮は通常の性行動に重要であり、性的な感度を向上させるという主張がされる。過去十年に渡る客観的な研究論文は、包茎手術を行った男性と行っていない男性との間で性的機能における有意な差は示されなかった。」と述べた。
「gliding action」という用語が、性交時に陰茎包皮が動く方法を表現するためにいくつかの論文で用いられる。この機構は1980年にラクシュマナンおよびプラカシュによって説明され、「陰茎の軸部の皮膚と共通する包皮の外層は前後運動に合わせて自由に滑る」と述べた。幾人かは、陰茎包皮の滑らかな動きは性交の間重要であると述べた。1994年、ウェーレンとビゲロウは「gliding action」は膣の乾燥の影響を軽減するのを助け、「gliding action」の回復は包皮再生の重要な利点であると述べた。2002年、オハラは「gliding action」について解説し、性交の間の摩擦が軽減されると述べ、「男女両方の計り知れない快感と喜び」が増大するということを提言した。2000年、テイラーは「gliding action」が起こることでリジットバンドの神経が刺激されるかもしれないと提言し、2003年、挿入している間の後ろへの「gliding action」によって陰茎小帯が引っ張られることで射精の引き金になると推測した。
ウィドン（1953年）、フォーリー（1966年）およびモーガン（1967年）は皆、陰茎包皮の存在が性行為における性器の侵入を容易にすると信じていた。

### その他
1949年、ゲアドナーは陰茎包皮が亀頭を保護すると述べたが、いくつかの調査によれば陰茎包皮の存在によって亀頭の炎症はむしろ起こりやすくなることが発見された。対照的に、2007年、ヴァン・ハウは包茎手術を行った男子でより多くの炎症を発見した。
尿道口炎、尿道潰瘍および外尿道口狭窄は陰茎包皮が存在するなら通常は起こりにくいと考えられる。包茎手術を行った男性に尿道狭窄の発生率は、0 %、0.01 %、0.55 %、0.9 %、2.8 %、7.29 %、9 - 10 %および11%という数字が報告されている。
陰茎包皮の折り重なりは副包皮の湿り気を維持し、はがれた皮膚と混ざって恥垢を形成する。一部の著者は恥垢に抗菌性の酵素が含まれていると信じているが、彼らの理論には疑問が呈されている。1999年、米国小児科学会は「管理された科学的データは、陰茎包皮の有無にかかわらず陰茎における免疫機構の違いに関して利用できない。」と述べた。衛生状態の悪さは亀頭炎に関係し、過度の洗浄は非特異性の皮膚炎を引き起こす。
尿道口を有する亀頭を保護する器官であるため、包茎の場合は陰唇同様に排尿後に残尿が付着する。仮性包茎の場合、包皮を剥いた状態で排尿することにより、より清潔に排尿が可能である。しかし、仮に残尿が残されたとしてもその量は陰唇に比べはるかに少なく、また包皮を剥きながら陰茎を振ることで除去できるため、包皮を剥かずに排尿した場合であっても女性のように排尿後にトイレットペーパーを使用する必要はないとされる。

### 進化
霊長類において、包皮は男女両方の性器に存在しており、おそらく何百万年におよぶ進化の過程の結果形成されたものである。陰茎包皮のような複雑な陰茎の形状の進化は、恐らく女性の影響によるものである。

## 状態
frenulum breve は、陰茎包皮が完全に剥けるには陰茎小帯が短すぎる状態のことであり、それによって性交中に不快になるかもしれない。包茎は、大人の陰茎包皮が十分に剥けない状態のことである。成人になる前にはまだ、陰茎包皮と亀頭が分かれていないかもしれない。包茎は、陰茎包皮を穏やかに引っ張る、オナニーの癖を変える、局所ステロイド軟膏の塗布、Preputioplasty、もしくはより完全な方法として包茎手術を選択することによって治療される。包皮炎（英語版）は陰茎包皮の炎症である。
嵌頓包茎と呼ばれる状態は、陰茎包皮の先が狭まっている状態で包皮を亀頭の後ろまで剥き、その状態で勃起することで包皮の狭まった部分が陰茎の圧迫することで起こる。それによって陰茎の血流が止まり、亀頭が虚血状態になる。
先天性無包皮は先天的に陰茎包皮が無い希な状態である。

## 陰茎包皮の外科的および他の方法による整形
割礼（包茎手術）は、部分的もしくは完全な陰茎包皮の除去である。それは宗教的な要件、医学的な障害を治療するような健康的な理由、もしくは陰茎包皮周囲の衛生状態や美観のための個人的な選択として行われる。Preputioplasty は、包茎手術に頼ることなくぴったりと亀頭と密接した陰茎包皮を和らげるように設計された小手術である。
包皮再生技術は、組織伸展によって陰茎包皮が亀頭を覆うように自身の陰茎の皮膚を延ばすために、陰茎包皮の短い男性に用いられる。それは包茎手術を行った男性の陰茎包皮の再建を助けるために発達した。陰茎包皮の先が狭まっているために包茎となっている場合も、この技術によって広げることができるかもしれない。
他の方法としては、陰茎包皮に行う性器ピアスや陰茎包皮の切開（背面切開術）が含まれる。

## ランゲルハンス細胞
ランゲルハンス細胞は陰茎上皮の全ての領域で見られる未熟な樹状細胞であるが、陰茎包皮の内部においては最も表面に位置する。ソボーとショートによる、HIVの受容体としてのランゲルハンス細胞を対象とした研究（2000年）によると、これらのランゲルハンス細胞は「男性におけるHIVの一次感染において、ウイルスの侵入が最も起こり得る場所と考えなければならない」と提言した。ランゲルハンス細胞はまた、近傍のリンパ節へのHIVウイルスの感染に重要な役割を果たす可能性があるC型レクチンであるランゲリンが発現することが知られている。しかしながら、デ・ウィッテら（2007年）は、ランゲリンはランゲルハンス細胞によって作られるが、T細胞へのHIVウイルスの感染を妨げるかもしれないと提言した。

## 陰茎包皮を使った医薬品および一般消費者向け製品
包茎手術によって得られる陰茎包皮は、生化学や微小解剖の研究者によって人の皮膚の構造やタンパク質を研究するために多く用いられる。特に新生児から得られる陰茎包皮は、人間の皮膚を製造するためにより有用であることが発見された。
新生児の陰茎包皮に由来する人の成長因子は、市販のしわ取りクリームを作るのに用いられる (TNS Recovery Complex)。
赤ん坊の陰茎包皮もまた、植皮における移植用の皮膚組織やインターフェロンベータを主体とした薬に用いられる。
陰茎包皮の線維芽細胞は生物医学の研究に用いられる。

## 人間以外の種における陰茎包皮
コアラにおいて、陰茎包皮には受精において重要な役割を演じる自然に生じるバクテリアが収容されている。ほとんど全ての哺乳類の陰茎には陰茎包皮が存在するが、人間以外の場合における陰茎包皮は通常陰茎の全てを覆う鞘である。カモノハシ目（カモノハシおよびハリモグラ）だけは陰茎包皮を欠いている。